# Вилхелм II (Прованс)
Вижте пояснителната страница за други личности с името Вилхелм II.
Вилхелм II (III) Благочестиви (на френски: Guillaume II de Provence, Guillaume lI le Pieux; на латински: Willelmus comes; * ок. 987; † пр. 30 май 1018) от младата линия на фамилията Дом Прованс, е от 993 до 1018 г. граф на Прованс и граф на Арл.

## Биография
Той е син на граф и маркграф Вилхелм I Освободител († 993) и вероятно на първата му съпруга графиня Арсенда от Коменж или на втората му съпруга Аделхайд Анжуйска († 1026). Полубрат е на Констанца Арлска, третата съпруга на френския крал Робер II. Аделхайд се омъжва четвърти път преди 1016 г. за Ото Вилхелм от Бургундия (958 – 1026).
Вилхелм наследява баща си като граф, когато той малко преди смъртта си се оттегля в манастир. Той не става маркграф, такъв става чичо му Ротбалд II († 1008). Понеже е малолетен до 999 г. е под регентство на Аделхайд Анжуйска.
Вилхелм умира по време на обсадата на замъка на въстаналия вицеграф на Фо. Погребан е в абатството Монмажур при Арл.

## Фамилия
Вилхелм се жени през 1002 г. за Герберга (* 985, † 1020/1023), дъщеря на граф Ото Вилхелм от Бургундия, четвъртият съпруг на майка му. Те имат децата:
- Вилхелм IV (Гильом IV; † 1019 или 1030), граф на Прованс от 1018
- Фулк Бертран († 1050/1054), граф на Прованс от 1018, женен 1040 за Елдиарда Евеза
- Жофруа I († 1060), граф и маркграф на Прованс, женен 1040 за Етиенета от Марсилия